# Maisonnisses
Maisonnisses là một xã thuộc tỉnh Creuse trong vùng Nouvelle-Aquitaine miền trung nước Pháp. Xã này nằm ở khu vực có độ cao trung bình 500 mét trên mực nước biển.

## Địa lý
Thị trấn có cự ly khoảng 8 dặm (13 km) về phía nam Guéret tại giao lộ các tuyến đường D50, D60 và D34. Sông Gartempe chảy qua giữa thị trấn.

## Dân số
| 1962                                                        | 1968 | 1975 | 1982 | 1990 | 1999 | 2005 |
| ----------------------------------------------------------- | ---- | ---- | ---- | ---- | ---- | ---- |
| 252                                                         | 284  | 265  | 189  | 206  | 213  | 218  |
| Số liệu điều tra dân số từ năm 1962 Dân số chỉ tính một lần |      |      |      |      |      |      |

## Địa điểm nổi bật

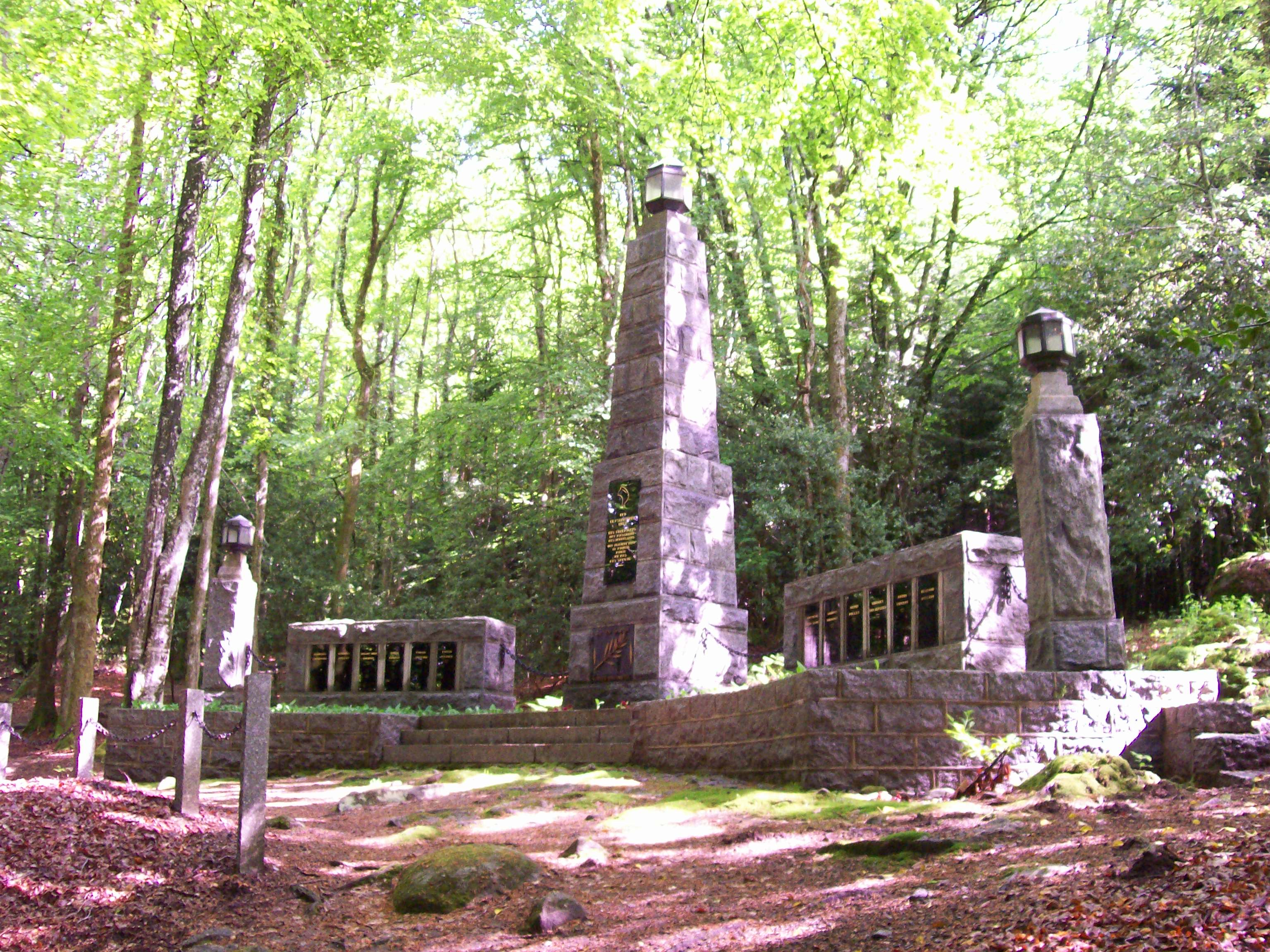
Đài tượng niệm chiến tranh

- Nhà thờ Saint-Jean-Baptiste, từ thế kỷ 14.
- Đài tưởng niệm chiến tranh.